# 計吐夷島

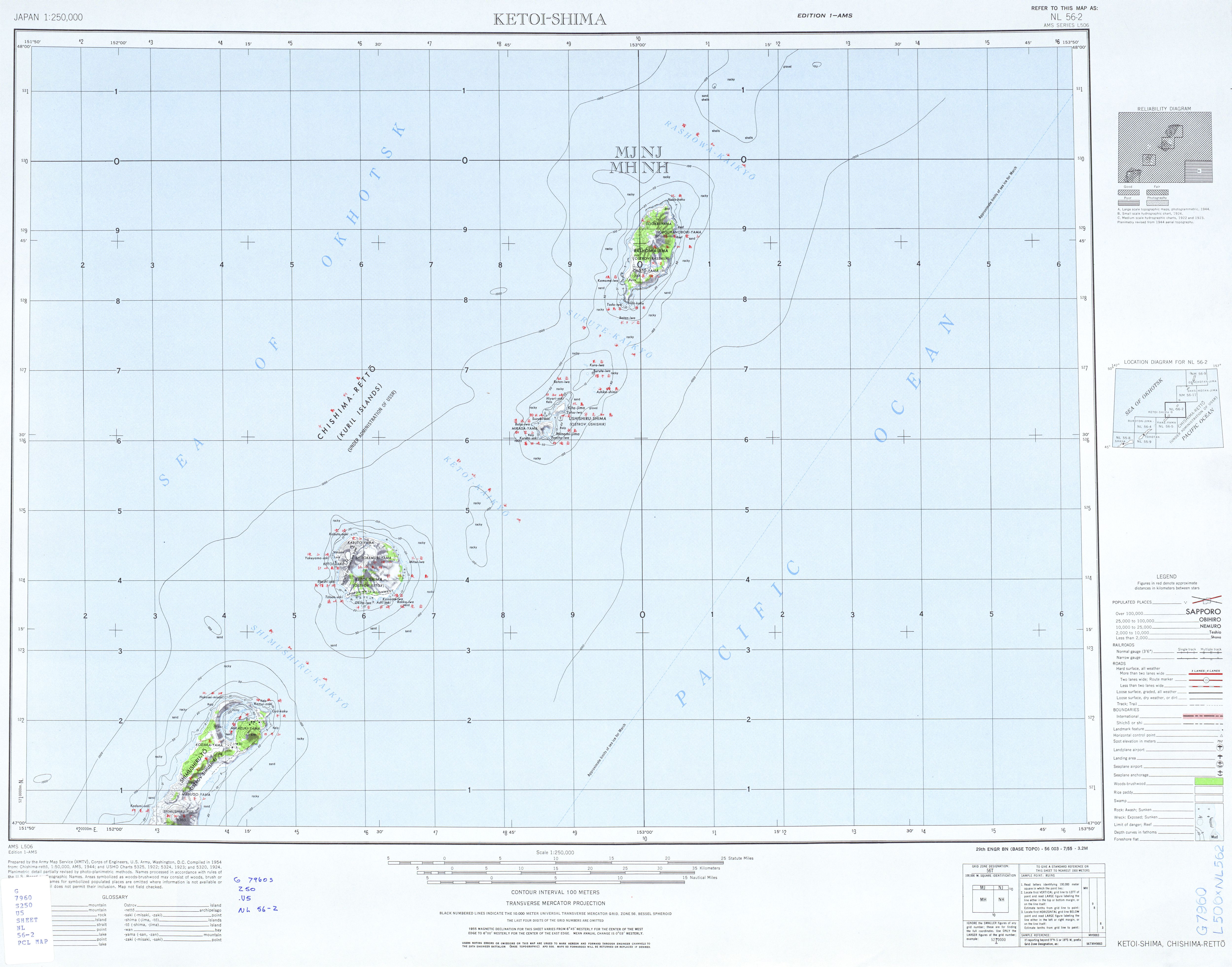
昭和29年の羅処和島・摺手岩・宇志知島・計吐夷島・新知島

計吐夷島（けといとう）は、千島列島の中部にある島である。ロシア名はケトイ島 (o.Кетой)、英語表記はKetoy。
島の名前の由来はアイヌ語の「ケウ・トイ」で「骸骨・悪い」の意とする説がある。正保御国絵図と元禄御国絵図にはそれぞれ「ケトナイ」「けとない」とある。これについては島にある谷を「ケトナイ」（両岸が骸骨のように聳立（しょうりつ）した渓谷）と呼び、それが島の名前に転じたとする説がある。

## 地理
新知島の北東、新知海峡を挟んで約 20 キロメートルを隔てた、直径約 8 キロメートルの円形の火山島である。島全体が山岳で形成されており、主な山は次の通り。
- 計吐夷岳（けといだけ、海抜：1,172 メートル[1][2]、ロシア名:ケトイ山 влк Кетой、英名：Ketoy）、カルデラ湖の西岸にある本島最高峰。
- 白烟山（しろけむりやま、海抜 993 メートル、ロシア名:パラス山 влк Палласа、英名：Pallas）、島のちょうど中央部に位置する。

島の中央南西寄りには、幅約 1.5 キロメートルのカルデラ湖である計吐夷湖（けといこ）が淡水を湛えている。また、白烟山の直径 550 メートルほどの火口クレーターの中にも、火山に特有な青緑色の水を湛えた火口湖が存在する。噴火を起こした記録があるのは白烟山の方で、その規模が最大なのは1843年～1846年の間に起こしたものであり、最後に噴火したのは1960年である。
海岸は絶壁が続き船を寄せがたく、一部の崖は約 500 メートルの険しさを有しており、南岸にある三並湾（みなみわん）が辛うじて上陸地点となっていた。植生について、本島は千島列島における笹の北限である。
また、戦前に本島を訪れた北海道大学の舘脇操は自らの著書に「中部千島で一番孤独で陰鬱な島」と称している。

## 歴史
計吐夷島には古来定住者がなく、羅処和島に住んでいた千島アイヌが冬季に来島して、鷲を捕らえていたという。
- 1644年（正保元年） - 「正保御国絵図」が作成された際、幕命により松前藩が提出した自藩領地図には、「クナシリ」「エトロホ」「ウルフ」など39の島々が描かれていた。
- 1715年（正徳5年） - 松前藩主は幕府に対し、「北海道本島、樺太、千島列島、勘察加」は松前藩領と報告。
- 1855年（安政元年） - 日露通好条約によりロシア帝国領となる。
- 1875年（明治8年） - 樺太・千島交換条約により日本領になる。
- 1931年（昭和6年） - 北太平洋航路調査を行っていたチャールズ・リンドバーグ夫妻の機体が島南東海面に不時着。島には接岸できる海岸が限られているため[5]機体を新知島の武魯頓湾に移動させて修理が行われた[6]。
- 1945年（昭和20年） - 8月、ソ連軍が上陸し占領する。日本が降伏した9月2日に出された一般命令第1号により、ソ連占領地とされた。
- 1946年（昭和21年） - GHQ指令により、日本の施政権が正式に停止される。直後に、ソ連が領有を宣言する。
- 1952年（昭和27年） - 日本国との平和条約で日本は領有権を放棄する（ソ連は未調印）。以後、日本政府は千島列島の帰属は未確定と主張する。
- 1991年（平成3年） - ソビエト連邦の崩壊後に成立したロシア連邦が実効支配を継承。

1945年以前は越年舎が建てられており、北海道根室振興局管内の新知郡に属した。
現在はロシア連邦が実効支配しているものの、日本政府は国際法上、帰属未定地であるとしている。